# 王善源
王善源（1907年11月11日—1981年1月1日），原籍福建福州，出生于印度尼西亚，微生物学家，中国科学院院士。

## 生平
1929年，毕业于荷兰莱登大学医疗系。1938年，毕业于法国巴黎大学物理数学系。1948年，毕业于英国伦敦EMI学院电子仪器系，先后分别获医学博士、物理学博士和电子工程学学士学位。
1948至1956年，王善源先后任荷兰生物物理试验所所长、荷兰结核病门诊部主任、荷兰生物物理学会委员、万国生物气象学协会委员。
1956年11月，王善源回到中国，任中国医学科学院流行病学微生物学研究所一级研究员。
1957年，王善源当选为中国科学院院士。